# Sonet (pladeselskab)
 For alternative betydninger, se Sonet (flertydig). (Se også artikler, som begynder med Sonet)
Sonet Records er et pladeselsskab med danske rødder, der i dag er et sublabel under den svenske afdeling af Universal Music Group.
Sonet blev grundlagt i 1957. Første udgivelse blev en 78'er med den danske rock'n'roll-helt Ib Jensen. Stifteren af Sonet var Karl Emil Knudsen, og man havde flere labels på selskabet, alt efter genren.
Sonet indgik kort efter stiftelsen et samarbejde med svenskerne Sven Lindholm og Gunnar Bergson, der som Scandinavian Record Company importerede udgivelser fra Vogue Records til Sverige. Det svenske Scandinavian Record Company ændrede herefter navn til Sonet Grammofon AB, der opererede uafhængigt af den danske afdeling, men som samarbejdede tæt med denne.  
Den danske afdeling udgav på med en række sublabels; Mascot var børneplader, Storyville var jazzplader, og Sonet stod for den gængse populærmusik. Den danske afdeling havde desuden mærkerne Life og Joker, og siden budget-mærket Ecco. Sonet blev på kort tid et af de førende danske pladeselskaber, og fik især lanceret nye navne på Radio Mercur.
Sonet Records blev i begyndelsen af 1990'erne købt af PolyGram, der siden blev opkøbt af Universal Music Group. Sonet blev genoplivet som sublabel i 2006. 

## Referener
1. ↑  Sonets hjemmeside
2. ↑  Sonet Perioden på karl-emil-knudsen.dk hentet 2. maj 2022
3. ↑  Om Sonet, www.7tt77.co.uk
4. 1 2  Den svenska skivindustrin, foretagskallan.se